# Topsail Beach
Topsail Beach is een plaats (town) in de Amerikaanse staat North Carolina, en valt bestuurlijk gezien onder Pender County.

## Demografie
Bij de volkstelling in 2000 werd het aantal inwoners vastgesteld op 471.
In 2006 is het aantal inwoners door het United States Census Bureau geschat op 565, een stijging van 94 (20.0%).

## Geografie
Volgens het United States Census Bureau beslaat de plaats een oppervlakte van
15,1 km², waarvan 11,3 km² land en 3,8 km² water.

## Plaatsen in de nabije omgeving
De onderstaande figuur toont nabijgelegen plaatsen in een straal van 20 km rond Topsail Beach.